# Truco del pulgar
El truco del pulgar es un acto de ilusionismo sencillo en el cual se emplean los dedos y las manos, pero particularmente se enfoca en el dedo pulgar, y consiste en crear la ilusión de que el pulgar se desprende a voluntad del prestidigitador. 
Es un truco comúnmente presentado informalmente para la diversión y el entretenimiento de los niños.

## Mecánica de la ilusión

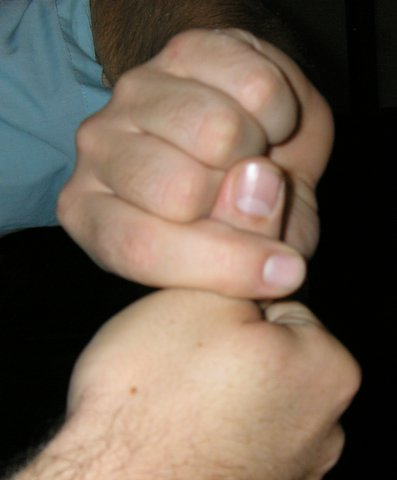
1. Simulando que el pulgar izquierdo pertenece a la mano derecha.

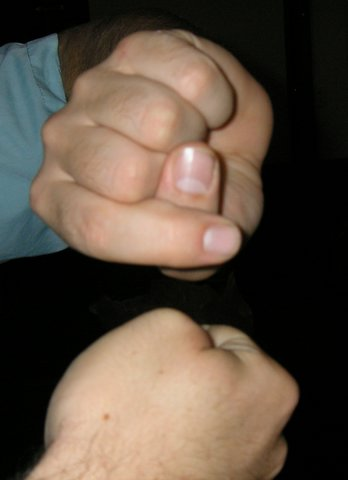
2. Parece que el pulgar ha sido arrancado.

Para iniciar, la audiencia, preferiblemente pequeña, debe de localizarse en frente al ilusionista. Se comienza con la posición de las manos en reposo.
La mano a la que "le va a faltar un dedo" es comúnmente la menos habilidosa. Una forma de comenzar es que de ésta, se extiendan los dedos de las mano y se esconda el pulgar doblándolo en una forma en que solamente los restantes cuatro dedos sean visibles desde el punto de vista del revés de la palma; esto significa que el revés de la palma de la mano es la que se presentará a la audiencia. Generalmente los dedos se pueden mantener extendidos.
El pulgar de la otra mano funciona como el "dedo que puede ser arrancado". De esta otra mano, el dedo pulgar se cierra enfrente de los demás dedos, y el dedo índice lo "abraza" creando un collar cerca de la base de la falange. El resto de los dedos se extienden, se "abren" o posicionan para permitir que el pulgar se vea; el lado del pulgar que es mostrado a la audiencia es el lado de la uña.
Se posiciona el dedo pulgar en forma que parezca el dedo pulgar de la otra mano (el dedo índice contribuye a la ilusión que el pulgar realmente es el de la otra mano), y se separa procurando que no se vea la base del pulgar de la mano que “arranca” el dedo.

## Acentos
No requiere de artefactos adicionales especiales para el espectáculo de magia, ni de la ayuda necesaria de un asistente, aunque puede prestarse para ser adornado y elaborado para hacer el truco más interesante.
Como parte del truco, puede pretenderse que el pulgar después de haber sido “arrancado” se ha caído, o también el truco puede usarse en combinación de un pulgar falso como parte de una serie de trucos similares o que involucren los dedos de las manos y especialmente uno de los pulgares